# Moviment Musulmà per la Independència
El Moviment d'Independència de Mindanao (Mindanao Independence Movement) fou una organització política del sud de les Filipines.
Jóves estudiants van decidir crear el 1962 un moviment d'alliberament dels musulmans del sud de Filipinas i finalment fou format l'1 de maig de 1968 després de la massacre de Jabidah,

## Antecedents
En 1969, Malàisia va començar entrenar i armar als musulmans filipins, però el MIM, molt pressionat pel govern, mai va obtenir suport popular entre els moros.
Estava dirigit per un governador provincial, Datu Udtog Matalam, i es va dir Mindanao (després Muslim) Independence Movement (MIM). Un dels caps, Rashid Lukman, amb l'ajut de Tun Mustapha, Ministre en cap de Sabah, va poder obrir un camp d'entrenament amb 90 musulmans (anomenats moros) a Sabah, l'any 1970, amb els quals Datu Udtog Matalam, el seu fill, Sultan Haroun Al-Rashid Lucman de Lanao, i el seu cunyat Salipada Pendatun, van formar la Bangsa Moro Liberation Organization. Entre aquestos 90 homes hi havia Nur Misuari que el 1973 es va separar definitivament de l'organització i va encapçalar el Front d'Alliberament Nacional Moro (Moro National Liberation Front) i la branca militar, la Bangsa Moro Army.
El 1970 va acordar dissoldre's després de reunir-se amb l'aleshores president Ferdinand Marcos. Després, les elits moros i líders estudiantils que estudiaven a la Universitat de les Filipines, Egipte i al Pròxim Orient, que intentaven crear una nació musulmana independent al sud de les Filipines  van establir una segona organització, l'Organització d'Alliberament de Bangsa Moro (BMLO), que aviat va implosionar per conflictes generacionals entre els seus membres. L'octubre de 1972, els líders de la generació més jove, que consideraven antiquats i corruptes als majors, van fundar oficialment l'MNLF a Pulau Pangkor, Malàisia. Nur Misuari, un dels primers líders estudiantils del moviment, es va convertir en el primer president de l'MNLF
La bandera era de tres franges horitzontals vermella, blanca i groga. La franja blanca era el doble que les altres. Al centre una mitja lluna i estel i a l'esquerra la paraula "Allah" i a la dreta "Akbar", tot en color groc (daurat)